# Marie z Coucy (1366)
Marie z Coucy (francouzsky Marie de Coucy, duben 1366 hrad Coucy- po 3. březnu 1405) byla hraběnka ze Soissons a vnučka anglického krále Eduarda III.

## Život
Byla starší dcerou Enguerranda z Coucy a Isabely Anglické. Okolo roku 1377 snad v souvislosti s otcovým jmenováním do Regentské rady vstoupila do služby francouzské královny Johany a byla vychovávána společně s následníkem a jeho sourozenci. Po královnině boku tak zažila slavnosti související s návštěvou císaře Karla IV. Jako starší dcera byla dědičkou otcova rozsáhlého kontinentálního panství a stala se tak jednou z možných nevěst aragonského infanta. Volba nakonec padla na Jolandu z Baru a Marie byla v listopadu 1384 provdána za Jolandina bratra Jindřicha, prvorozeného syna a dědice vévody z Baru.
Roku 1396 Mariin otec i manžel vyslyšel výzvu císaře Zikmunda Lucemburského a vydali se ve společnosti dalších francouzských urozenců čelit rozpínavosti osmanských Turků. Zúčastnili se bitvy u Nikopole, v níž výkvět francouzského rytířstva i přes varování zkušených bojovníků bezhlavě zaútočil na armádu sultána Bajezída a zaplatil za svou nerozvážnost krutou porážkou. Většina křižáku byla již na bitevním poli zabita a pouze pár nejbohatších sultán ušetřil pro pozdější jednání o výkupném. Enguerrand z Coucy zemřel v zajetí a Jindřich z Marle byl sice vykoupen, ale při zpáteční cestě zemřel v Trevisu.
Ovdovělá Marie se dostala do sporu o otcův obrovský majetek se svou nevlastní matkou, který byl nakonec vyřešen vynuceným prodejem panství Ludvíkovi Orleánskému. Ten Marii nezaplatil velkou část smluvené kupní ceny, což ji přimělo k opakovaným soudním sporům, které ji zřejmě stály život. Během roku 1405 po jedné slavnosti náhle zemřela a současníci mluvili o jedu. V soudním sporu s Ludvíkem Orleánským i ovdovělou paní z Coucy pokračoval Mariin syn Robert.